# Mine
Mine (美祢市, Mine-shi) és una ciutat de la prefectura de Yamaguchi, al Japó.
El 2015 tenia una població estimada de 26.043 habitants. Té una àrea total de 472,71 km².

## Geografia
Mine està situada al centre-oest de la prefectura de Yamaguchi. Gran part de l'àrea de la ciutat és forestal.

## Història
Mine fou funda el 31 de març de 1954 com a resultat de la fusió de diverses municipalitats del districte de Mine.
El 21 de març de 2008 Mine absorbí la resta del districte de Mine, que consistia en els pobles de Mitō i Shūhō.